# Махлай, Владимир Николаевич
Влади́мир Никола́евич Махла́й (род. 9 июня 1937, Губаха, Пермская область, РСФСР) — советский и российский крупный промышленник, бенефициар корпорации «Тольяттиазот» пятнадцать лет занимавший должность президента и председателя совета директоров корпорации, но в мае 2011 года официально отошёл от дел. 5 июля 2019 года суд города Тольятти заочно приговорил Владимира Махлая к девяти годам лишения свободы с отбыванием наказания в колонии общего режима за многомиллиардные хищения. В настоящее время он находится за границей.

## Биография
Родился 9 июня 1937 года в городе Губаха Пермской области. Мать — Прасковья Мартыновна, отец — Николай Васильевич Махлай, бригадир участка № 6 шахты им. Калинина, погиб в 1942 году во время работы в шахте.
Трудовую деятельность начал в 1953 году учеником токаря в родном городе Губаха. После прохождения службы на Тихоокеанском флоте в 1961 году работал помощником машиниста Губахинского химического завода. С 1961 по 1965 годы учился на химико-технологическом факультете Пермского политехнического института.
После окончания вуза поступил на работу на Губахинский химический завод, где с 1966 по 1973 годы последовательно трудился в должностях слесаря, мастера, механика, заместителя начальника цеха, начальника цеха компрессии, начальника цеха разделения воздуха. В 1973 году Махлай был назначен заместителем директора по капитальному строительству, а в 1974 — директором завода. Параллельно с работой он получил второе высшее образование, в 1975 году окончил факультет организаторов производства Уральского политехнического института.
В 1984 году под руководством Махлая на Губахинском химическом заводе (в настоящее время ОАО «Метафракс») было запущено крупнейшее в мире производство метанола Мощность производства составила 750 тыс. тонн метанола в год. За успешную реализацию проекта В. Н. Махлай был награждён орденом Трудового Красного Знамени.
В апреле 1985 года был назначен генеральным директором производственного объединения «Тольяттиазот». С 1992 года — президент корпорации «Тольяттиазот».
Женат, имеет двоих сыновей. Один из сыновей, Сергей, возглавил «Тольяттиазот» в 2011 году.

### «Тольяттиазот»
В апреле 1985 года Владимир Махлай по направлению Министерства химической промышленности СССР возглавил «Тольяттиазот» — крупнейший на тот момент в мире азотный завод. На заводе в то время были серьёзные технологические проблемы, с которыми Махлаю удалось успешно справиться.
В начале 1990-х годов предприятие было приватизировано — до 95 % акций перешли в собственность сотрудников и руководства ТОАЗа. Некоторые СМИ утверждали, что Владимир Махлай лично убедил Анатолия Чубайса разрешить менеджменту и сотрудникам «Тольяттиазота» приватизировать предприятие. К концу 1992 года руководство завода владело пятой частью акций завода.
В дальнейшем усилиями Махлая была создана корпорация «Тольяттиазот», в которую помимо завода вошёл ряд других приобретённых им активов. В рамках корпорации был создан «Тольяттихимбанк».
В середине 1990-х была осуществлена приватизация аммиакопровода (ОАО «Трансаммиак»), по которому продукция «Тольяттиазота» поступает на экспорт. В 2006 году Росимущество оспорило сделку, по которой фонд имущества Самарской области в 1996 году приватизировал контрольный пакет акций «Трансаммиака», а регион получил от покупателя — «Тольяттиазота» — 6,1 % своих акций. Однако спустя два года президиум Высшего арбитражного суда РФ подтвердил законность приватизации 51 % акций ОАО «Трансаммиак»
.

### Конфликты и уголовное преследование
Упоминания о первых крупных конфликтах Владимира Махлая с партнёрами по бизнесу, правоохранительными и надзорными органами относятся к концу 1990-х годов. В частности, «Российская газета» обвинила его в сокрытии и выводе за рубеж $200 млн налогов — примерно трети тогдашнего годового оборота «Тольяттиазота». В то же время сам Махлай выступил с обвинениями в давлении на «Тольяттиазот» в адрес зарубежных корпораций.
В конце 1990 — начале 2000-х «Тольяттиазот» оказался в центре ряда скандалов, в частности, связанных со строительством терминала компании в Краснодарском крае и конфликтом с региональными властями. Кроме того, «Тольяттиазот» отказывался предоставлять другим компаниям доступ к аммиакопроводу, несмотря на рекомендации Счётной палаты и предписание Министерства по антимонопольной политике от 2001 года. Министр Илья Южанов заявил, что «фактическая приватизация естественно-монопольного ресурса... угрожает экономической безопасности России». Было возбуждено уголовное дело, конфликт разрешился лишь в 2005 году.
В 2000-е годы во многих федеральных СМИ стали появляться статьи, характеризующие Махлая как крупного криминального авторитета, фактически укравшего весь «ТольяттиАзот», разорившего ряд других предприятий, нарушившего мировой рынок аммиакопродуктов, продавая товар по сверхнизким ценам, ведущего незаконное и экологически опасное строительство порта в Краснодарском крае, владельца нескольких самолётов и ряда объектов недвижимости за рубежом. Сам Махлай отрицал все обвинения, руководство корпорации утверждало, что все попытки очернить имя предпринимателя связаны с попытками рейдерского захвата предприятия. Утверждается, что компания чёрного PR ведётся людьми, приближенными к Виктору Вексельбергу, якобы пожелавшему приобрести одно из самых успешных и прибыльных предприятий Самарской области.
Вскоре Владимир Махлай стал фигурантом уголовного дела об уклонении от налогов на 280,4 млн руб., что стало возможным якобы благодаря занижению дохода компании на 1,2 млрд руб. Он был объявлен в розыск 5 декабря 2005 года. Махлай выехал за границу. Весной 2006 года постановление о его розыске было отменено, однако летом 2007 года «Тольяттиазоту» были предъявлены новые налоговые претензии — ещё почти на 2,6 млрд руб..
Уголовные дела в отношении Владимира Махлая были прекращены в 2009 году. Сообщалось, что 2010 году он вернулся в Россию, однако в мае 2011 года покинул «Тольяттиазот», передав его собственному сыну Сергею.
5 июля 2019 года суд города Тольятти заочно приговорил Владимира и Сергея Махлаев к девяти годам лишения свободы с отбыванием наказания в колонии общего режима. Они обвиняются в мошенничестве с экспортными продажами «Тольяттиазота», в период 2008-2011 годов. В настоящее время они находятся за границей и заочно арестованы.

## Научная работа
Владимир Махлай — доктор технических наук, автор 35 изобретений и научных статей, а также одной монографии.
Академик Академии проблем качества, член-корреспондент Российской академии естественных наук, действительный член Международной академии бизнеса. Обладатель учёной степени доктора Honoris Causa Ассоциации «Основные процессы и техника промышленных технологий».

## Награды и звания
- Награждён правительственными наградами:
  - Орден «Знак Почёта» (1975),
  - медаль «За доблестный труд» (1970),
  - два ордена «Трудового Красного Знамени» (1981, 1985).
- Также рядом неправительственных наград:
  - медаль «Петр Великий» (2000),
  - орден «Святого князя Александра Невского» (2008)[20]
  - орден Чести (фонд «Кремль»)[21]
  - орден "Президентская звезда «За достижения на благо России» (2006 г.)
  - орден «Гордость нации»[22]
  - Награда 1 степени «За значительный вклад в стабильное экономическое развитие отрасли» (2004г)
  - Орден «За заслуги в развитии строительной отрасли России» (2009г)
  - Орден «Экологический щит России»[23]
- Обладатель диплома и памятной медали лауреата 1-го Всероссийского конкурса «Инженер года» в номинации «Строительство и стройиндустрия» (2001).
- В 2001 году Тольяттинской городской думой Владимиру Махлаю присвоено звание «Почетный гражданин города Тольятти».
- Лауреат Премии им. А. Н. Косыгина (2003)[24]
- В июне 2007 года (уже находясь в розыске) Владимир Махлай стал лауреатом национальной премии «Кремлёвский грандъ» с присвоением почетного титула «Лидер химической промышленности России».[25]